# Grästjärnen (Ljusnarsbergs socken, Västmanland, 664123-146160)
Grästjärnen är en sjö i Ljusnarsbergs kommun i Västmanland och ingår i Norrströms huvudavrinningsområde.